# Mechanizm Kozai
Mechanizm Kozai lub mechanizm Lidowa-Kozai – zjawisko w mechanice nieba polegające na okresowym wzroście ekscentryczności przy spadku inklinacji orbity (i na odwrót). Innymi słowy, ma miejsce libracja (oscylacje wokół stałej wartości) argumentu perycentrum.
Efekt ten został po raz pierwszy opisany w 1961 r. przez radzieckiego specjalistę od dynamiki Michaiła Lidowa, analizującego orbity sztucznych i naturalnych satelitów planet, oraz niezależnie w 1962 roku przez japońskiego astronoma Yoshihide Kozai, analizującego orbity planetoid. Później okazało się, że odkryty mechanizm jest ważnym czynnikiem kształtującym orbity nieregularnych księżyców planet, obiektów transneptunowych, jak również planet pozasłonecznych i wielu systemów gwiezdnych.

## Rezonans Kozai

Elementy orbitalne

W ograniczonym problemie trzech ciał, dla ciała niebieskiego o mimośrodzie orbity {\displaystyle e} i nachyleniu {\displaystyle i} do płaszczyzny odniesienia, w której leżą pozostałe dwa ciała, następująca wielkość jest całką ruchu:
{\displaystyle {\sqrt {(1-e^{2})}}\cos i}
co oznacza, że mimośród może zostać „wymieniony” na nachylenie i vice versa; okresowe występowanie takich zmian może prowadzić do rezonansu dwóch ciał niebieskich. Zatem prawie okrągła, ale silnie nachylona orbita może uzyskać bardzo duży mimośród przy jednoczesnym zmniejszeniu nachylenia. Jako że zwiększenie mimośrodu przy stałej wielkiej półosi orbity zmniejsza odległość między obiektami w perycentrum, mechanizm ten może sprowadzać komety na orbity muskające Słońce.
Dla obiektów krążących po orbitach o niskiej inklinacji, perturbacje prowadzą do precesji argumentu szerokości perycentrum. Od pewnej granicznej wartości kąta nachylenia, zamiast precesji występuje libracja wokół kąta 90° lub 270°, tzn. położenie kątowe perycentrum będzie się wahać wokół jednej z tych wartości. Graniczny kąt nachylenia nazywa się kątem Kozai i ma wartość:
{\displaystyle \arccos \left({\sqrt {\frac {3}{5}}}\right)\approx 39,2^{o}}
Dla satelitów na orbitach wstecznych jest to 140,8°.
Fizyczną podstawą tego zjawiska jest wymiana momentu pędu w układzie; w tym problemie zachowany jest nie całkowity moment pędu, ale jego normalna składowa.

## Skutki
Mechanizm Kozai jest powodem, dla którego ciało niebieskie osiąga perycentrum orbity, kiedy znajduje się w dużej odległości od płaszczyzny równikowej. Efekt ten jest jednym z powodów, dla których Pluton jest dynamicznie chroniony przed dużymi zbliżeniami do Neptuna i kolizją z tą planetą.
Rezonans Kozai nakłada również ograniczenia na elementy orbitalne dozwolone w danym systemie:
- dla regularnych satelitów planet: jeśli orbita satelity planety będzie silnie nachylona do płaszczyzny orbity planety, mimośród orbity księżyca będzie rósł aż do rozerwania przez siły pływowe podczas kolejnego zbliżenia do planety[1],
- satelitów nieregularnych[6]: mimośród będzie rósł, prowadząc do kolizji z innym, regularnym księżycem, samą planetą lub wzrost apocentrum może wyrzucić księżyc poza strefę Hilla (obszar grawitacyjnej dominacji) planety.